# Bugiardo e incosciente
«Bugiardo e incosciente» (с итал. — «Лжец и бесчувственный») — песня итальянской певицы Мины со стихами Паоло Лимити. Представляет собой итальянскую версию испанской композиции «La tieta», записанной в 1967 году автором-исполнителем Жуаном Мануэлем Серратом. Песня вошла в альбом Мины 1969 года …bugiardo più che mai… più incosciente che mai…. Песня стала третьим синглом с альбома в феврале 1970 года и заняла девятое место в итальянском чарте.

## Отзывы критиков
Клаудио Милано из OndaRock высоко оценил песню, назвав её шедевром с великолепным текстом. Он подчеркнул, что Мина в этой работе избегает технических изысков, стремясь к исключительно эмоциональному воздействию, и заявил о «драматической виртуозности», так как певица тонко чувствует и передаёт нюансы в каждом слове. Также он отметил её зрелость как артистки.

## Варианты издания
7"-сингл
A. «Bugiardo e incosciente» — 6:16
B. «Una mezza dozzina di rose» (Мина, Паоло Лимити, Аугусто Мартелли) — 3:57

## Чарты
| Чарт (1970)                         | Высшая позиция |
| ----------------------------------- | -------------- |
| Италия (Discografia internazionale) | 8              |
| Италия (Musica e dischi)            | 9              |